# Cerova (Krupanj)
Pour les articles homonymes, voir Cerova.
Cerova (en serbe cyrillique : Церова) est un village de Serbie situé dans la municipalité de Krupanj, district de Mačva. Au recensement de 2011, il comptait 856 habitants.

## Démographie
| 1948  | 1953  | 1961  | 1971  | 1981  | 1991  | 2002 | 2011 |
| ----- | ----- | ----- | ----- | ----- | ----- | ---- | ---- |
| 1 375 | 1 493 | 1 469 | 1 356 | 1 237 | 1 070 | 965  | 856  |

|  |